# Шельфовый ледник короля Бодуэна

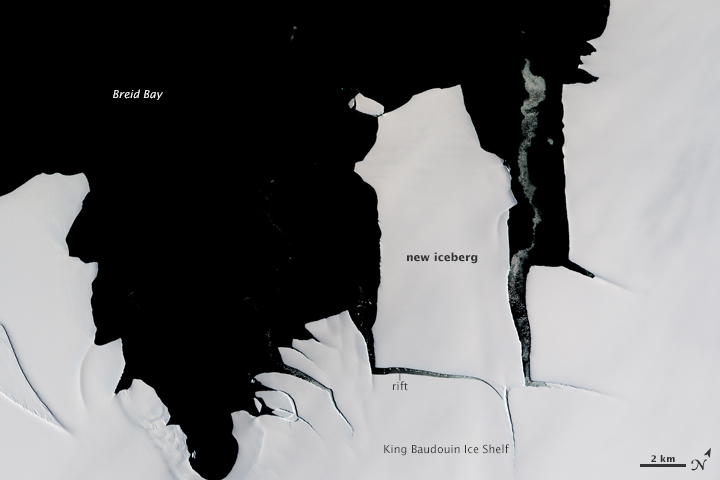
Кусок льда площадью 70 квадратных километров откололся от шельфового ледника короля Бодуэна в январе 2015 года. В последний раз такой большой айсберг откалывался от части короля Бодуэна в 1960-х годах.

Шельфовый ледник Короля Бодуэна (фр. Plateforme de glace Roi Baudouin) — располагается на Земле Королевы Мод, Восточная Антарктида, находится в пределах норвежской части Антарктиды. Назван в честь короля Бельгии Бодуэна (1930—1993).

## Геология
Шельфовый ледник Короля Бодуэна ограничен двумя ледовыми поднятиями (в том числе ледяным поднятием Дерваэля) и одним подледным клином шириной всего несколько километров; последний, по-видимому, определяет обращенный к морю край шельфового ледника и влияет на поток льда во внутренних районах.

## База Рой Бодуэн
Бельгия была одной из первых 12 стран, подписавших Договор об Антарктике. В 1958 году на шельфовом леднике была создана научно-исследовательская станция «База Рой Бодуэн», построенная к Международному геофизическому году (МГГ) и выведенная из эксплуатации в 1967 году. Она действовало в течение нескольких трехлетних циклов: 1958—1961 и 1964—1966 годов.

## Исследование
Шельфовый ледник активно изучается учеными Бельгийской антарктической программы с «Станции Принцессы Елизаветы». Это включает в себя:
- BELARE (Бельгийский антарктический исследовательский проект) с GPS-привязкой к твиттеру о местоположении и скорости движения, а также измерениями глубины льда[5];
- Be:Wise, изучая динамику льда там, где шельф приземляется и который поддерживает поток льда с Восточно-Антарктического ледяного щита[3].

## Предполагаемый метеоритный кратер
В начале 2015 года ученые объявили об открытии почти круглой структуры на поверхности льда шириной около 2 километров (1,2 мили). Первой гипотезой его происхождения среди других процессов на шельфовом леднике было падение метеора. Эта особенность была обнаружена немецким ученым Кристианом Мюллером во время аэрофотосъемки 20 декабря 2014 года. Если его найдут, это, вероятно, будет самый крупный идентифицированный антарктический метеорит, поскольку эмпирическое правило гласит, что метеорит, вызывающий кратер, составляет около 5-10 % от диаметра кратера, или примерно 200 м в данном случае. Первоначальный анализ спутниковых изображений показывает, что эта особенность могла присутствовать до предполагаемого удара, даже в течение 25 лет. В декабре 2016 года исследователи пришли к выводу, что сооружение представляет собой обрушившееся подземное озеро.